# Europsko prvenstvo u nogometu – Engleska 1996.
Europsko prvenstvo u nogometu – Engleska 1996., često nazivano i skraćenicom Euro '96. bilo je 10. nogometno prvenstvo koje svake četiri godine igraju nogometne reprezentacije država Europe. Domaćin natjecanja bila je Engleska, a turnir se igrao u razdoblju od 8. do 30. lipnja 1996. godine. 
To je Europsko nogometno prvenstvo bilo prvo u kojem se natjecalo 16 država, nakon odluke UEFA-e o proširenju turnira s dotadašnjih osam država sudionica. Utakmice su se igrale u osam različitih gradova i premda ulaznice za sve utakmice nisu bile rasprodane, taj turnir je još uvijek drugo najposjećenije nogometno natjecanje po prosječnom broju gledatelja (1 276 000) i po utakmici (41,157) u formatu od 16 reprezentacija na turniru (posjećenije od njega jedino je, za sada, bilo natjecanje koje se održalo 2012. godine).
To je ujedno bilo i prvo veliko nogometno natjecanje koje se igralo po pravilu zlatnog pogotka. Turnir je osvojila reprezentacija Njemačke pobijedivši u finalnom dvoboju reprezentaciju Češke rezultatom 2:1 (odlučujući je bio tzv. zlatni pogodak u produžetku utakmice).  Također, ta je pobjeda Njemačke bila prva velika nogometna titula koju je reprezentacija Njemačke osvojila kao ujedinjena nacija.

## Određivanje domaćina prvenstva
Za vrijeme slanja ponuda zemalja kandidata za domaćina prvenstva još uvijek nije bilo odlučeno da će se prvenstvo sastojati od 16 reprezentacija. Umjesto toga, ponude su uglavnom bile sastavljane na način da se pretpostavljalo da će se natjecanje sastojati od 8 reprezentacija što znači da je trebalo prijaviti samo četiri različita grada domaćina u kojima će se igrati utakmice. Svi kandidati svoje planove za domaćinstvo trebali su predati najkasnije do 10. prosinca 1991. godine.
Pet europskih zemalja poslale su svoje kandidature za domaćinstvo: Austrija, Engleska, Grčka, Nizozemska i Portugal. Izvršni odbor UEFA-e odabrao je Englesku za domaćina prvenstva na sastanku u Lisabonu, 5. svibnja 1992. godine. Godinu dana ranije, engleski nogometni savez je službeno povukao svoje planove za domaćinstvo Svjetskog nogometnog prvenstva 1998. godine kako bi dobio još veću potporu UEFA-inih članova koji su glasali za njihovo domaćinstvo za Euro '96.

## Kvalifikacije
Dana 30. studenog 1992. godine UEFA je službeno odlučila da će proširiti turnir na 16 reprezentacija sudionica. Kao jedan od glavnih razloga proširenja naveden je povećani broj međunarodnih reprezentacija nakon nedavnog raspada Sovjetskog Saveza i Jugoslavije, čime je broj UEFA članica s 33 iz 1988. godine porastao na 48 do 1994. godine. U konačnici se četrdeset i sedam nogometnih reprezentacija Europe natjecalo za petnaest preostalih mjesta na finalnom turniru, pored Engleske koja se, zbog domaćinstva, automatski kvalificirala na natjecanje.
Ždrijeb kvalifikacijskog ciklusa održan je u Manchesteru dana 22. siječnja 1994. godine. Reprezentacije su bile podijeljene u osam jakosnih skupina od kojih se u svakoj nalazilo šest ili pet ekipa. Kvalifikacijski ciklus započeo je u travnju 1994., a završio u prosincu 1995. godine. Na kraju grupnog dijela natjecanja u kvalifikacijama, u studenom 1994. godine, osam pobjednika skupina i šest najbolje drugoplasiranih reprezentacija automatski su se kvalificirale na završni turnir. Dvije preostale reprezentacije – Nizozemska i Republika Irska – morale su odigrati utakmicu u Engleskoj nakon čega se pobjednik tog sraza kvalificirao kao posljednja, šesnaesta reprezentacija na turniru. 

### Popis reprezentacija na završnom turniru
Sljedećih šesnaest reprezentacija kvalificiralo se na završni turnir Euro '96.:
| Zemlja     | Način kvalifikacije         | Datum osiguranja kvalifikacije | Nastupi na prethodnim turnirima1, 2    |
| ---------- | --------------------------- | ------------------------------ | -------------------------------------- |
| Engleska   | Domaćin turnira             | 5. svibnja 1992.               | 4 (1968, 1980, 1988, 1992)             |
| Rumunjska  | Pobjednik skupine 1         | 15. studenog 1995.             | 1 (1984)                               |
| Francuska  | Drugoplasirani iz skupine 1 | 15. studenog 1995.             | 3 (1960, 1984, 1992)                   |
| Španjolska | Pobjednik skupine 2         | 15. studenog 1995.             | 4 (1964, 1980, 1984, 1988)             |
| Danska     | Drugoplasirani iz skupine 2 | 15. studenog 1995.             | 4 (1964, 1984, 1988, 1992)             |
| Švicarska  | Pobjednik skupine 3         | 11. listopada 1995.            | 0 (debitant)                           |
| Turska     | Drugoplasirani iz skupine 3 | 15. studenog 1995.             | 0 (debitant)                           |
| Hrvatska   | Pobjednik skupine 4         | 15. studenog 1995.             | 0 (debitant)                           |
| Italija    | Drugoplasirani iz skupine 4 | 15. studenog 1995.             | 3 (1968, 1980, 1988)                   |
| Češka3     | Pobjednik skupine 5         | 15. studenog 1995.             | 3 (1960, 1976, 1980)                   |
| Portugal   | Pobjednik skupine 6         | 15. studenog 1995.             | 1 (1984)                               |
| Njemačka4  | Pobjednik skupine 7         | 15. studenog 1995.             | 6 (1972, 1976, 1980, 1984, 1988, 1992) |
| Bugarska   | Drugoplasirani iz skupine 7 | 15. studenog 1995.             | 0 (debitant)                           |
| Rusija5    | Pobjednik skupine 8         | 15. studenog 1995.             | 6 (1960, 1964, 1968, 1972, 1988, 1992) |
| Škotska    | Drugoplasirani iz skupine 8 | 15. studenog 1995.             | 1 (1992)                               |
| Nizozemska | Pobjednik play-off utakmice | 13. prosinca 1995.             | 4 (1976, 1980, 1988, 1992)             |

1 Podebljano – označava pobjednika turnira te godine
2 Ukošeno- označava domaćina turnira te godine
3 od 1960. do 1992. godine, reprezentacija Češke nastupala je na Europskim nogometnim smotrama kao reprezentacija Čehoslovačke
4 od 1972. do 1988. godine, reprezentacija Njemačke nastupala je na Europskim nogometnim smotrama kao reprezentacija Zapadne Njemačke
5 od 1960. do 1988. godine, reprezentacija Rusije nastupala je na Europskim nogometnim smotrama kao reprezentacija Sovjetskog Saveza, a 1992. godine kao reprezentacija Zajednice neovisnih država
Zahvaljujući proširenom formatu natjecanja, tri reprezentacije uspjele su se po prvi puta u svojoj povijesti kvalificirati na završni turnir: Bugarska, Švicarska i Turska. Reprezentacije Hrvatske i Rusije također su prvi puta nastupile na završnom turniru, ali kao samostalne države – obje reprezentacije već su ranije u sastavu drugih država (Sovjetski Savez i Jugoslavija) nastupale na Europskim nogometnim prvenstvima. Sedam od osam reprezentacija koje su nastupile na prethodnom Europskom prvenstvu kvalificirale su se i za ovaj turnir osim Švedske kojoj to nije uspjelo, premda je na Svjetskom prvenstvu 1994. godine u SAD-u zauzela visoko treće mjesto na turniru. 

### Završni ždrijeb
Završni ždrijeb za Euro '96. održan je 17. prosinca 1995. godine u Birminghamu. Samo četiri reprezentacije bile su nositelji skupina: Engleska (kao domaćin turnira), Danska (kao branitelj naslova), Španjolska i Njemačka. Ostalih dvanaest reprezentacija nisu imale unaprijed određeni koeficijent pa je svaka mogla ući u bilo koju skupinu.
Tijekom ždrijeba, prvo su izvučene reprezentacije koje nisu bile nositeljice i to jedna po jedna, raspoređene u četiri skupine prije nego što je došao red na izvlačenje posljednje četiri reprezentacije, nositeljice skupina. Samo je za reprezentaciju Engleske unaprijed određeno da će igrati u skupini A, dok su za ostale reprezentacije izvlačena i slova skupina u koje ih se smještalo nakon izvlačenja, a na taj način su se određivali i gradovi domaćini skupina. Kuglice tijekom ždrijeba izvlačili su članovi UEFA-e Gerhard Aigner i Lennart Johansson.

## Gradovi domaćini
Kapacitet stadiona naveden u donjoj tablici odnosi se na službeni kapacitet u vrijeme održavanja turnira.
| \| London Manchester Liverpool Birmingham Leeds Sheffield Newcastle Nottingham \| | \| London Manchester Liverpool Birmingham Leeds Sheffield Newcastle Nottingham \| | London                            | Manchester                       |
| \| London Manchester Liverpool Birmingham Leeds Sheffield Newcastle Nottingham \| | \| London Manchester Liverpool Birmingham Leeds Sheffield Newcastle Nottingham \| | Wembley Stadium Kapacitet: 76,567 | Old Trafford Kapacitet: 55,000   |
| \| London Manchester Liverpool Birmingham Leeds Sheffield Newcastle Nottingham \| | \| London Manchester Liverpool Birmingham Leeds Sheffield Newcastle Nottingham \| |                                   |                                  |
| \| London Manchester Liverpool Birmingham Leeds Sheffield Newcastle Nottingham \| | \| London Manchester Liverpool Birmingham Leeds Sheffield Newcastle Nottingham \| | Liverpool                         | Birmingham                       |
| \| London Manchester Liverpool Birmingham Leeds Sheffield Newcastle Nottingham \| | \| London Manchester Liverpool Birmingham Leeds Sheffield Newcastle Nottingham \| | Anfield Kapacitet: 42,730         | Villa Park Kapacitet: 40,310     |
| \| London Manchester Liverpool Birmingham Leeds Sheffield Newcastle Nottingham \| | \| London Manchester Liverpool Birmingham Leeds Sheffield Newcastle Nottingham \| |                                   |                                  |
| Leeds                                                                             | Sheffield                                                                         | Nottingham                        | Newcastle                        |
| Elland Road Planirani kapacitet: 40,204                                           | Hillsborough Kapacitet: 39,859                                                    | City Ground Kapacitet: 30,539     | St James' Park Kapacitet: 36,649 |
|                                                                                   |                                                                                   |                                   |                                  |
| London Manchester Liverpool Birmingham Leeds Sheffield Newcastle Nottingham       |                                                                                   |                                   |                                  |

## Sažetak prvenstva

### Grupna faza
U prvoj utakmici prvenstva u skupini A domaćin Engleska odigrala je 1:1 s reprezentacijom Švicarske kada je Alan Shearer postigao pogodak u 23. minuti, ali je Kubilay Türkyilmaz izjednačio zgoditkom iz kaznenog udarca. Engleska je u sljedećoj utakmici porazila rivala Škotsku rezultatom 2:0 te u trećem kolu odigrala jednu od najboljih utakmica u svojoj povijesti porazivši Nizozemsku rezultatom 4:1. Patrick Kluivert postigao je zgoditak za Nizozemsku pred kraj te utakmice i time osigurao svojoj reprezentaciji prolazak skupine zbog bolje gol-razlike od Škotske.
U skupini B sastale su se zapadnoeuropske reprezentacije Francuska i Španjolska protiv balkanskih Rumunjske i Bugarske. Francuska i Španjolska dominirale su skupinom i prošle u četvrtfinale; Francuska se osvetila Bugarskoj za njihov debakl u kvalifikacijama za Svjetsko nogometno prvenstvo u SAD-u (Francuska se na to prvenstvo nije niti kvalificirala zahvaljujući Bugarima), a četvrtfinalisti prethodnog Svjetskog prvenstva Rumunji završili su nastup u ovoj skupini bez osvojenog boda i samo s jednim postignutim pogotkom. 
U skupinama C i D reprezentacije Češke i Hrvatske prošle su u daljnju fazu natjecanja; obje te reprezentacije po prvi puta su nastupile na Europskom nogometnom prvenstvu kao samostalne države. Česi su izgubili prvu utakmicu protiv Njemačke (kasnijih pobjednika te skupine), ali su porazili Italiju i odigrali neriješeno s Rusijom. Zbog poraza protiv Češke, Italija je morala u posljednjoj utakmici pobijediti Njemačku kako bi osigurala prolaz skupine, ali finalisti prethodnog Svjetskog nogometnog prvenstva uspjeli su odigrati tek 0:0 te su bili eliminirani s turnira. U skupini D, Hrvatska se kvalificirala u četvrtfinale nakon pobjeda protiv Turske (1:0) i Danske (3:0). Nakon što je izgubila utakmicu od Hrvatske, Danska – branitelj naslova europskog prvaka – bila je eliminirana s turnira. Reprezentacija Turske postala je prva ekipa od uvođenja grupne faze natjecanja u turnir koja je s istog bila elminirana ne uspjevši osvojiti niti jedan bod te ne uspjevši postići niti jedan pogodak. 

### Četvrtfinale i polufinale
Četvrtfinalne i polufinalne utakmice karakterizirala je negativna, obrambena igra; kao rezultat toga postignuto je tek devet pogotaka u sedam utakmica, a četiri su odlučene nakon izvođenja udaraca s bijele točke. Prvi četvrtfinalni ogled između domaćina prvenstva i Španjolske završio je bez zgoditaka nakon što su španjolskoj reprezentaciji poništena dva pogotka te nakon što joj nisu dosuđena dva kaznena udarca. U raspucavanju s bijele točke, reprezentacija Engleske prošla je u polufinale rezultatom 4:2. Francuska i Nizozemska također su odigrale 0:0 nakon regularnog dijela utakmice, a Francuska je prošla u polufinale boljim izvođenjem jedanaesteraca (5:4). Napadač Jürgen Klinsmann postigao je uvodni pogodak za Njemačku u utakmici protiv Hrvatske iz jedanaesterca. Ipak, u 53. minuti Davor Šuker uspio je poravnati rezultat prije nego što je Matthias Sammer osam minuta kasnije postavio konačan rezultat 2:1 koji je omogućio Njemačkoj prolazak u polufinale. Češka prošla je u polufinale pobjedom 1:0 nad Portugalom.
Prva utakmica polufinala između Francuske i Češke završila je rezultatom 0:0 i bila odlučena nakon izvođenja jedanaesteraca. Reynald Pedros je bio jedini igrač koji je promašio jedanaesterac, pa je Češka prošla u finale rezultatom 6:5. Druga utakmica polufinala bila je zapravo repriza polufinala sa Svjetskog nogometnog prvenstva 1990. godine održanog u Italiji u kojoj su se sastali Njemačka i Engleska. Alan Shearer je nakon samo tri minute igre doveo svoju reprezentaciju u vodstvo, ali Stefan Kuntz je manje od 15 minuta kasnije izjednačio pa je rezultat do kraja regularnih 90 minuta ostao 1:1. U produžecima, Paul Gascoigne bio je vrlo blizu postizanja zlatnog pogotka, ali je promašio praktički prazan gol na dodavanje Shearera; Darren Anderton pogodio je okvir gola, a Kuntzu je poništen pogodak zbog naguravanja. Tijekom produžetaka niti jedna reprezentacija nije uspjela postići pogodak pa se krenulo na izvođenje jedanaesteraca. Tijekom izvođenja kaznenih udaraca, obje reprezentacije zabile su u prvih pet serija, ali u šestoj Gareth Southgate nije uspio pogoditi što je Andreasu Mölleru omogućilo postizanje pobjedničkog pogotka za Njemačku i prolazak u finale natjecanja.

### Finale
U finalu se reprezentacija Češke nadala da će ponoviti uspjeh reprezentacije Čehoslovačke s Europskog prvenstva 1976. godine kada je u finalu pobijedila reprezentaciju Zapadne Njemačke; Nijemci su se, s druge strane, nadali da će po treći puta postati nogometni prvaci Europe. U 59. minuti utakmice Patrik Berger postigao je pogodak s bijele točke i doveo Češku u vodstvo. Njemački igrač s klupe, Oliver Bierhoff, vratio je stvari na početak pogotkom pred kraj regularnog dijela utakmice. Pet minuta nakon početka produžetaka, Bierhoffov udarac češki vratak Kouba krivo je procijenio i lopta je završila u golu čime je postignut prvi zlatni pogodtak u povijesti natjecanja. Njemačka je tim pogotkom postala nogometni prvak Europe, po prvi puta otkad je postala ujedinjena nacija. 

## Popis sudaca
| Zemlja      | Glavni sudac                         | Pomoćni suci                                        | Pomoćni suci                          | Utakmice                                                                                    |
| ----------- | ------------------------------------ | --------------------------------------------------- | ------------------------------------- | ------------------------------------------------------------------------------------------- |
| Austrija    | Gerd Grabher                         | Egon Bereuter                                       | Manfred Zeiszer                       | Nizozemska – Engleska (1:4)                                                                 |
| Bjelorusija | Vadim Zhuk                           | Yury Dupanau                                        | Aleh Chykun                           | Francuska – Španjolska (1:1)                                                                |
| Belgija     | Guy Goethals                         | Marc Van Den Broeck                                 | Stany Op De Beeck                     | Italija – Njemačka (0:0)                                                                    |
| Bugarska    | Atanas Uzunov                        | Ivan Borissov Lekov                                 | Iordan Yordanov                       | Švicarska – Nizozemska (0:0)                                                                |
| Češka       | Václav Krondl                        | Milan Brabec                                        | Otakar Drastik                        | Škotska – Švicarska (1:0)                                                                   |
| Danska      | Peter Mikkelsen Kim Milton Nielsen   | Jens Larsen Carl-Johan Christensen Meyer            | Henning Knudsen Torben Siersen        | Bugarska – Rumunjska (1:0) Rusija – Njemačka (0:3)                                          |
| Engleska    | David Elleray Dermot Gallagher       | Anthony Bates Philip Joslin                         | Peter Walton Mark Warren              | Njemačka – Češka (2:0) Francuska – Bugarska (3:1)                                           |
| Francuska   | Marc Batta                           | Pierre Ufrasi                                       | Jacques Mas                           | Hrvatska – Danska (3:0) Španjolska – Engleska (0:0), četvrtfinale                           |
| Njemačka    | Hellmut Krug Bernd Heynemann         | Klaus Plettenberg Hans Wolf                         | Egbert Engler Harald Sather           | Rumunjska – Francuska (0:1) Češka – Portugal (1:0), četvrtfinale Hrvatska – Portugal (0:3)  |
| Mađarska    | Sándor Puhl                          | Laszlo Hamar                                        | Imre Bozóky                           | Portugal – Turska (1:0) Engleska – Njemačka (1:1), polufinale                               |
| Italija     | Pierluigi Pairetto Piero Ceccarini   | Donato Nicoletti Enrico Preziosi                    | Tullio Manfredini Fabrizio Zanforlin  | Španjolska – Bugarska (1:1) Češka – Njemačka (1:2), finale Škotska – Engleska (0:2)         |
| Nizozemska  | Mario van der Ende                   | Jan Dolstra                                         | Berend Talens                         | Danska – Portugal (1:1)                                                                     |
| Rusija      | Nikolai Levnikov                     | Serguei Foursa                                      | Sergei Frantsuzov                     | Turska – Danska (0:3)                                                                       |
| Škotska     | Leslie Mottram                       | Robert Orr                                          | John Fleming                          | Italija – Rusija (2:1) Francuska – Češka (0:0), polufinale                                  |
| Španjolska  | Manuel Díaz Vega Antonio López Nieto | Joaquin Olmos Gonzalez Victoriano Giraldez Carrasco | Paolo Calcagno Manuel Lopez Fernandez | Engleska – Švicarska (1:1) Češka – Italija (2:1) Francuska – Nizozemska (0:0), četvrtfinale |
| Švedska     | Anders Frisk Leif Sundell            | Mikael Nilsson Kenneth Petersson                    | Sten Samuelsson Mikael Hansson        | Rusija – Češka (3:3) Nizozemska – Škotska (0:0) Njemačka – Hrvatska (2:1), četvrtfinale     |
| Švicarska   | Serge Muhmenthaler                   | Ernst Felder                                        | Martin Freiburghaus                   | Turska – Hrvatska (0:1)                                                                     |
| Turska      | Ahmet Çakar                          | Akif Ugurdur                                        | Turgay Güdü                           | Rumunjska – Španjolska (1:2)                                                                |

## Detalji prvenstva

### Razigravanje po skupinama
Reprezentacije koje nakon razigravanja po skupinama zauzmu prve dvije pozicije u svojim grupama kvalificiraju se u četvrtfinale, dok ostale reprezentacije automatski ispadaju s turnira.
Prvi puta u povijesti natjecanja su se za pobjedu dodjeljivala tri boda, za neodlučen rezultat jedan bod, a za poraz niti jedan. U slučaju da su dvije ili više reprezentacija imale identičan broj bodova nakon završetka razigravanja po skupinama, postupalo se po sljedećim kriterijima:
1. Veći broj bodova prikupljenih u utakmicama koje su reprezentacije u pitanju igrale međusobno;
2. Veća gol-razlika iz utakmica koje su reprezentacije u pitanju igrale međusobno (ako više od dvije reprezentacije imaju identičan broj bodova);
3. Više postignutih pogodaka iz utakmica koje su reprezentacije u pitanju odigrale međusobno (ako više od dvije reprezentacije imaju identičan broj bodova);
4. Ako se nakon primijenjenih kriterija od 1 do 3 još uvijek ne može odrediti bolja reprezentacija odnosno ako još uvijek dvije reprezentacije imaju identičan rang, kriteriji 1 do 3 primijenjuju se ekskluzivno na utakmice koje su te dvije reprezentacije odigrale međusobno kako bi se odredio konačan poredak. Ako je i nakon toga nemoguće odrediti rang, primjenjuju se kriteriji 5 do 9;
5. Veća gol-razlika u svim utakmicama skupine;
6. Više postignutih pogodaka u svim utakmicama skupine;
7. Pozicija reprezentacije prema UEFA-inom koeficijentu do kojeg izračuna se dolazi korištenjem prosječnog broja osvojenih bodova po odigranoj utakmici iz sljedećih natjecanja: kvalifikacijski ciklus za Europsko nogometno prvenstvo 1992. godine, Europsko nogometno prvenstvo 1992. godine, kvalifikacijski ciklus za Svjetsko nogometno prvenstvo 1994. godine, Svjetsko nogometno prvenstvo 1994. godine te kvalifikacijski ciklus za Europsko nogometno prvenstvo 1996. godine;
8. Fair play ponašanje reprezentacija tijekom turnira;
9. Ždrijeb.

| Legenda                              |
| ------------------------------------ |
| Reprezentacije osigurale četvrfinale |

#### Skupina A
| Momčad     | Uta. | Pob. | Izj. | Por. | PoG. | PrG. | GR | Bod. |
| ---------- | ---- | ---- | ---- | ---- | ---- | ---- | -- | ---- |
| Engleska   | 3    | 2    | 1    | 0    | 7    | 2    | +5 | 7    |
| Nizozemska | 3    | 1    | 1    | 1    | 3    | 4    | −1 | 4    |
| Škotska    | 3    | 1    | 1    | 1    | 1    | 2    | −1 | 4    |
| Švicarska  | 3    | 0    | 1    | 2    | 1    | 4    | −3 | 1    |

| 8. lipnja 1996. |       |           |  |
| Engleska        | 1 : 1 | Švicarska |  |
|                 |       |           |  |

| 10. lipnja 1996. |       |         |  |
| Nizozemska       | 0 : 0 | Škotska |  |
|                  |       |         |  |

| 13. lipnja 1996. |       |            |  |
| Švicarska        | 0 : 2 | Nizozemska |  |
|                  |       |            |  |

| 15. lipnja 1996. |       |          |  |
| Škotska          | 0 : 2 | Engleska |  |
|                  |       |          |  |

| 18. lipnja 1996. |       |           |  |
| Škotska          | 1 : 0 | Švicarska |  |
|                  |       |           |  |

| 18. lipnja 1996. |       |          |  |
| Nizozemska       | 1 : 4 | Engleska |  |
|                  |       |          |  |

#### Skupina B
| Momčad     | Uta. | Pob. | Izj. | Por. | PoG. | PrG. | GR | Bod. |
| ---------- | ---- | ---- | ---- | ---- | ---- | ---- | -- | ---- |
| Francuska  | 3    | 2    | 1    | 0    | 5    | 2    | +3 | 7    |
| Španjolska | 3    | 1    | 2    | 0    | 4    | 3    | +1 | 5    |
| Bugarska   | 3    | 1    | 1    | 1    | 3    | 4    | –1 | 4    |
| Rumunjska  | 3    | 0    | 0    | 3    | 1    | 4    | –3 | 0    |

| 9. lipnja 1996. |       |          |  |
| Španjolska      | 1 : 1 | Bugarska |  |
|                 |       |          |  |

| 10. lipnja 1996. |       |           |  |
| Rumunjska        | 0 : 1 | Francuska |  |
|                  |       |           |  |

| 13. lipnja 1996. |       |           |  |
| Bugarska         | 1 : 0 | Rumunjska |  |
|                  |       |           |  |

| 15. lipnja 1996. |       |            |  |
| Francuska        | 1 : 1 | Španjolska |  |
|                  |       |            |  |

| 18. lipnja 1996. |       |          |  |
| Francuska        | 3 : 1 | Bugarska |  |
|                  |       |          |  |

| 18. lipnja 1996. |       |            |  |
| Rumunjska        | 1 : 2 | Španjolska |  |
|                  |       |            |  |

#### Skupina C
| Momčad   | Uta. | Pob. | Izj. | Por. | PoG. | PrG. | GR | Bod. |
| -------- | ---- | ---- | ---- | ---- | ---- | ---- | -- | ---- |
| Njemačka | 3    | 2    | 1    | 0    | 5    | 0    | +5 | 7    |
| Češka    | 3    | 1    | 1    | 1    | 5    | 6    | –1 | 4    |
| Italija  | 3    | 1    | 1    | 1    | 3    | 3    | 0  | 4    |
| Rusija   | 3    | 0    | 1    | 2    | 4    | 8    | –4 | 1    |

| 9. lipnja 1996. |       |       |  |
| Njemačka        | 2 : 0 | Češka |  |
|                 |       |       |  |

| 11. lipnja 1996. |       |        |  |
| Italija          | 2 : 1 | Rusija |  |
|                  |       |        |  |

| 14. lipnja 1996. |       |         |  |
| Češka            | 2 : 1 | Italija |  |
|                  |       |         |  |

| 16. lipnja 1996. |       |          |  |
| Rusija           | 0 : 3 | Njemačka |  |
|                  |       |          |  |

| 19. lipnja 1996. |       |       |  |
| Rusija           | 3 : 3 | Češka |  |
|                  |       |       |  |

| 19. lipnja 1996. |       |          |  |
| Italija          | 0 : 0 | Njemačka |  |
|                  |       |          |  |

#### Skupina D
| Momčad   | Uta. | Pob. | Izj. | Por. | PoG. | PrG. | GR | Bod. |
| -------- | ---- | ---- | ---- | ---- | ---- | ---- | -- | ---- |
| Portugal | 3    | 2    | 1    | 0    | 5    | 1    | +4 | 7    |
| Hrvatska | 3    | 2    | 0    | 1    | 4    | 3    | +1 | 6    |
| Danska   | 3    | 1    | 1    | 1    | 4    | 4    | 0  | 4    |
| Turska   | 3    | 0    | 0    | 3    | 0    | 5    | –5 | 0    |

| 9. lipnja 1996. |       |          |  |
| Danska          | 1 : 1 | Portugal |  |
|                 |       |          |  |

| 11. lipnja 1996. |       |          |  |
| Turska           | 0 : 1 | Hrvatska |  |
|                  |       |          |  |

| 14. lipnja 1996. |       |        |  |
| Portugal         | 1 : 0 | Turska |  |
|                  |       |        |  |

| 16. lipnja 1996. |       |        |  |
| Hrvatska         | 3 : 0 | Danska |  |
|                  |       |        |  |

| 19. lipnja 1996. |       |          |  |
| Hrvatska         | 0 : 3 | Portugal |  |
|                  |       |          |  |

| 19. lipnja 1996. |       |        |  |
| Turska           | 0 : 3 | Danska |  |
|                  |       |        |  |

### Faza ispadanja
U fazi ispadanja na Europskom prvenstvu u Engleskoj preostalih osam reprezentacija borilo se za ulazak u finale. U tri ciklusa odiralo se sveukupno sedam utakmica, a poražene reprezentacije automatski su ispadale s turnira sve do finala. 
Svaka utakmica čijih je regularnih 90 minuta završilo neriješenim rezultatom nastavila se produžecima u trajanju od 30 minuta (po 15 minuta svaki produžetak). Prvi puta u jednom velikom nogometnom natjecanju vrijedilo je pravilo zlatnog pogotka zbog čijeg postizanja bi utakmica automatski završila u korist one reprezentacije koja bi taj pogodak postigla u tijeku produžetaka. Ako bi rezultat i nakon odigranih 120 minuta utakmice bio neriješen, pristupilo bi se izvođenju udaraca s bijele točke (s minimalno pet serija sa svake strane), nakon kojih bi bio proglašen pobjednik.
|  | Četvrtfinale            | Četvrtfinale        |                         |       | Polufinale | Polufinale |  |  | Finale | Finale |
|  |                         |                     |                         |       |            |            |  |  |        |        |
|  | 22. lipnja – Liverpool  |                     |                         |       |            |            |  |  |        |        |
|  |                         |                     |                         |       |            |            |  |  |        |        |
|  | Francuska (p)           | 0 (5)               |                         |       |            |            |  |  |        |        |
|  | Francuska (p)           | 0 (5)               | 26. lipnja – Manchester |       |            |            |  |  |        |        |
|  | Nizozemska              | 0 (4)               |                         |       |            |            |  |  |        |        |
|  | Nizozemska              | 0 (4)               | Francuska               | 0 (5) |            |            |  |  |        |        |
|  | 23. lipnja – Birmingham |                     | Francuska               | 0 (5) |            |            |  |  |        |        |
|  |                         | Češka (p)           | 0 (6)                   |       |            |            |  |  |        |        |
|  | Češka                   | Češka (p)           | 0 (6)                   | 1     |            |            |  |  |        |        |
|  | Češka                   |                     | 30. lipnja – London     | 1     |            |            |  |  |        |        |
|  | Portugal                | 0                   |                         |       |            |            |  |  |        |        |
|  | Portugal                | 0                   | Češka                   | 1     |            |            |  |  |        |        |
|  | 23. lipnja – Manchester |                     | Češka                   | 1     |            |            |  |  |        |        |
|  |                         | Njemačka (pp)       | 2                       |       |            |            |  |  |        |        |
|  | Njemačka                | Njemačka (pp)       | 2                       | 2     |            |            |  |  |        |        |
|  | Njemačka                | 26. lipnja – London |                         | 2     |            |            |  |  |        |        |
|  | Hrvatska                | 1                   |                         |       |            |            |  |  |        |        |
|  | Hrvatska                | 1                   | Njemačka (p)            | 1 (6) |            |            |  |  |        |        |
|  | 22. lipnja – London     |                     | Njemačka (p)            | 1 (6) |            |            |  |  |        |        |
|  |                         | Engleska            | 1 (5)                   |       |            |            |  |  |        |        |
|  | Španjolska              | Engleska            | 1 (5)                   | 0 (2) |            |            |  |  |        |        |
|  | Španjolska              |                     |                         | 0 (2) |            |            |  |  |        |        |
|  | Engleska (p)            | 0 (4)               |                         |       |            |            |  |  |        |        |
|  | Engleska (p)            | 0 (4)               |                         |       |            |            |  |  |        |        |

#### Četvrtfinale
| 22. lipnja 1996. 16:00 |             |          |                                                           |
| Španjolska             | 0 : 0 (pr.) | Engleska | Wembley, London Broj gledatelja: 75 440 Sudac: Marc Batta |
|                        | (izvještaj) |          | Wembley, London Broj gledatelja: 75 440 Sudac: Marc Batta |

|                          |     | jedanaesterci                  |  |  |
| Hierro Amor Belsue Nadal | 2:4 | Shearer Platt Pearce Gascoigne |  |  |
|                          |     |                                |  |  |

| 22. lipnja 1996. 19:30 |             |            |                                                                       |
| Francuska              | 0 : 0 (pr.) | Nizozemska | Anfield, Liverpool Broj gledatelja: 37 465 Sudac: Antonio Lopez Nieto |
|                        | (izvještaj) |            | Anfield, Liverpool Broj gledatelja: 37 465 Sudac: Antonio Lopez Nieto |

|                                        |     | jedanaesterci                             |  |  |
| Zidane Djorkaeff Lizarazu Guerin Blanc | 5:4 | de Kock R. de Boer Kluivert Seedorf Blind |  |  |
|                                        |     |                                           |  |  |

| 23. lipnja 1996. 16:00   |             |           |                                                                      |
| Njemačka                 | 2 : 1       | Hrvatska  | Old Trafford, Manchester Broj gledatelja: 43 412 Sudac: Leif Sundell |
| Klinsmann 20' Sammer 59' | (izvještaj) | Šuker 51' | Old Trafford, Manchester Broj gledatelja: 43 412 Sudac: Leif Sundell |

| 23. lipnja 1996. 19:30 |             |          |                                                                    |
| Češka                  | 1 : 0       | Portugal | Villa Park, Birmingham Broj gledatelja: 26 832 Sudac: Hellmut Krug |
| Poborsky 53'           | (izvještaj) |          | Villa Park, Birmingham Broj gledatelja: 26 832 Sudac: Hellmut Krug |

#### Polufinale
| 26. lipnja 1996. 17:00 |             |       |                                                                        |
| Francuska              | 0 : 0 (pr.) | Češka | Old Trafford, Manchester Broj gledatelja: 43 877 Sudac: Leslie Mottram |
|                        | (izvještaj) |       | Old Trafford, Manchester Broj gledatelja: 43 877 Sudac: Leslie Mottram |

|                                               |     | jedanaesterci                            |  |  |
| Zidane Djorkaeff Lizarazu Guerin Blanc Pedros | 5:6 | Kubik Nedved Berger Poborsky Rada Kadlec |  |  |
|                                               |     |                                          |  |  |

| 26. lipnja 1996. 20:30 |             |            |                                                            |
| Njemačka               | 1 : 1 (pr.) | Engleska   | Wembley, London Broj gledatelja: 75 862 Sudac: Sándor Puhl |
| Kuntz 18'              | (izvještaj) | Shearer 3' | Wembley, London Broj gledatelja: 75 862 Sudac: Sándor Puhl |

|                                          |     | jedanaesterci                                       |  |  |
| Hassler Strunz Reuter Ziege Kuntz Möller | 6:5 | Shearer Platt Pearce Gascoigne Sheringham Southgate |  |  |
|                                          |     |                                                     |  |  |

#### Finale
| 30. lipnja 1996. 20:00 |             |                  |                                                                   |
| Češka                  | 1 : 2       | Njemačka         | Wembley, London Broj gledatelja: 73 611 Sudac: Pierluigi Pairetto |
| Berger 53' (pen.)      | (izvještaj) | Bierhoff 73' 95' | Wembley, London Broj gledatelja: 73 611 Sudac: Pierluigi Pairetto |

## Statistike

### Popis strijelaca
Napadač Alan Shearer osvojio je nagradu Zlatna kopačka postigavši najviše pogodaka na prvenstvu – njih pet. Sveukupno je 48 različitih nogometaša postiglo 64 zgoditka na turniru od kojih je samo jedan bio autogol. 
5 pogodaka
- Alan Shearer

3 pogotka
- Hristo Stoičkov
- Davor Šuker
- Brian Laudrup
- Jürgen Klinsmann

2 pogotka
- Teddy Sheringham
- Oliver Bierhoff
- Matthias Sammer
- Pierluigi Casiraghi

1 pogodak
- Zvonimir Boban
- Goran Vlaović
- Radek Bejbl
- Patrik Berger
- Pavel Kuka
- Pavel Nedvěd
- Karel Poborský
- Vladimír Šmicer
- Jan Suchopárek
- Allan Nielsen
- Paul Gascoigne
- Laurent Blanc
- Youri Djorkaeff
- Christophe Dugarry
- Patrice Loko
- Stefan Kuntz
- Andreas Möller
- Christian Ziege
- Enrico Chiesa
- Dennis Bergkamp
- Jordi Cruyff
- Patrick Kluivert
- Fernando Couto
- Domingos
- Luís Figo
- João Pinto
- Sá Pinto
- Florin Răducioiu
- Vladimir Beschastnykh
- Aleksandr Mostovoi
- Omari Tetradze
- Ilya Tsymbalar
- Ally McCoist
- Alfonso
- Guillermo Amor
- José Luis Caminero
- Javier Manjarín
- Kubilay Türkyilmaz

Autogol
- Lyuboslav Penev (u utakmici protiv Francuske)

### Nagrade
Ekipa turnira
| Vratari                    | Obrana                                                                     | Vezni red                                                                             | Napadači                                                                             |
| -------------------------- | -------------------------------------------------------------------------- | ------------------------------------------------------------------------------------- | ------------------------------------------------------------------------------------ |
| David Seaman Andreas Köpke | Radoslav Látal Laurent Blanc Marcel Desailly Matthias Sammer Paolo Maldini | Karel Poborský Steve McManaman Paul Gascoigne Didier Deschamps Dieter Eilts Rui Costa | Hristo Stoičkov Davor Šuker Pavel Kuka Alan Shearer Youri Djorkaeff Jürgen Klinsmann |

Zlatna kopačka
Napadač Alan Shearer dobio je nagradu Zlatna kopačka nakon što je postigao najviše pogodaka na turniru – pet (u grupnoj fazi natjecanja te u polufinalu protiv Njemačke).
- Alan Shearer (5 pogodaka)[32]

UEFA igrač turnira
- Matthias Sammer[32]

## Marketing

### Slogan i pjesme prvenstva
Službeni slogan prvenstva bio je Football Comes Home (u slobodnom prijevodu "Nogomet se vraća kući") što je aluzija na činjenicu što su se prva službena nogometna pravila standardizirala u Ujedinjenom Kraljevstvu. Tadašnji predsjednik UEFA-e Lennart Johansson izjavio je da je organizacija osjetila da je konačno došlo vrijeme da se ovakav tip događaja "vrati u prijestolnicu nogometa". Slogan je bio inkorporiran u najpopularniju pjesmu turnira: "Three Lions" koju su snimili komičari Frank Skinner i David Baddiel s glazbenom skupinom The Lightning Seeds. U to su vrijeme komičari Skinner i Baddiel bili izrazito vezani za nogomet zahvaljujući svojoj BBC emisiji Fantasy Football League. Objavljena kao single, pjesma je tri tjedna zauzimala prvo mjesto službene britanske glazbene ljestvice. Snimljen je i glazbeni spot s igračima engleske reprezentacije.
Tijekom svih utakmica reprezentacije Engleske, navijači domaćeg tima pjevali su pjesmu, a pjesmu su također pjevali i nogometaši Njemačke reprezentacije kada su se skupa s trofejem vozili u povorci po Berlinu nakon osvajanja prvenstva. Pjesma je bila toliko popularna da ju je i budući britanski premijer Tony Blair u svom stranačkom obraćanju 1996. godine citirao: "Sedamnaest godina patnje, nikad nismo prestali sanjati, naša stranka se vraća kući."
Unatoč činjenici da je pjesma "Three Lions" bila najpopularnija pjesma turnira, ona nije bila njezina službena himna. Službena himna Eura '96. bila je pjesma "We're in This Together" u izvedbi popularne glazbene skupine Simply Red. Glazbena skupina otpjevala je pjesmu tijekom ceremonije otvaranja prvenstva.

### Promo materijal i maskota
U godini održavanja prvenstva izdane su posebne komemorativne kovanice od dvije funte na kojima je bila istaknuta godina na sredini (1996.) okružena sa 16 malih prstena koji su predstavljali 16 reprezentacija sudionica turnira. 
Službena maskota bila je Goaliath, a bila je dizajnirana slično kao i maskota sa Svjetskog prvenstva iz 1966. godine također održanog u Engleskoj. Goaliath je bila maskota lava koja je na sebi imala grb engleske reprezentacije, bila je obučena u dres engleske reprezentacije i kopačke te je držala nogometnu loptu ispod desne ruke.

## Kontroverze

### Teroristički napad
Dan prije nego što se trebala održati utakmica između reprezentacija Njemačke i Rusije, u Manchesteru se 15. lipnja 1996. godine dogodio teroristički napad. Eksplozija kombija prepunog bombi dogodila se u centru grada, a u konačnici je ozlijeđeno 212 osoba te nanesena materijalna šteta u procjeni od 700 milijuna funti. Četiri dana nakon eksplozije organizacija IRA je preuzela odgovornost za napad, ali su pripadnici organizacije u svojem obraćanju izrazili žaljenje zbog ozlijeđenih civila.
Ovaj događaj bio je prvi i do sada je ostao jedini teroristički napad u nekom od gradova domaćina tijekom održavanja Europskog nogometnog prvenstva. Planirana utakmica koja se trebala odigrati sljedećeg dana na stadionu Old Trafford je i odigrana prema predviđenom, ali tek nakon što je kompletan stadion detaljno pregledan i čuvan od strane nadzornih službi; samu utakmicu u kojoj je Njemačka pobijedila Rusiju rezultatom 3:0 gledalo je 50 700 ljudi na stadionu.

### Navijački nemiri
Nakon utakmice polufinala u kojoj je reprezentacija Engleske izgubila od Njemačke, na Trafalgar Squareu i u okolici dogodili su se jaki navijački nemiri koji su se kasnije proširili ulicama nekoliko drugih gradova. Navijači su napadali policiju, oštećivali automobile njemačke proizvodnje te nanijeli štetu nizu drugih objekata. U Brightonu je izboden ruski student nakon što su njegovi napadači pomislili da je riječ o Nijemcu.
Unatoč ovim događajima, ostatak turnira protekao je u realtivnom miru što je pomoglo podizanju reputacije Engleske nakon što su njezini navijači u prošlosti bili učestalo problematični. Činjenica što je UEFA dodijelila domaćinstvo Engleskoj bio je još jedan korak u smjeru vraćanja zemlje u međunarodne nogometne vode, nedugo nakon odluke iz 1990. godine kada se ukinula zabrana nastupanja engleskih nogometnih klubova u UEFA-inim natjecanjima, a koja je proizašla nakon Heyselske tragedije koja se dogodila 1985. godine.

## Vanjske poveznice
- UEFA Euro 1996 na UEFA.com

| Europska i svjetska prvenstva u kojima je sudjelovala Hrvatska nogometna reprezentacija | Europska i svjetska prvenstva u kojima je sudjelovala Hrvatska nogometna reprezentacija | Europska i svjetska prvenstva u kojima je sudjelovala Hrvatska nogometna reprezentacija |
| --------------------------------------------------------------------------------------- | --------------------------------------------------------------------------------------- | --------------------------------------------------------------------------------------- |
|                                                                                         |                                                                                         |                                                                                         |
| 1996.                                                                                   | 7. mjesto na EP u Engleskoj 1996.                                                       |                                                                                         |
|                                                                                         |                                                                                         |                                                                                         |
| 1998.                                                                                   | 3. mjesto na SP u Francuskoj 1998.                                                      |                                                                                         |
|                                                                                         |                                                                                         |                                                                                         |
| 2000.                                                                                   | nisu se plasirali na završnicu SP u Belgiji i Nizozemskoj 2000.                         |                                                                                         |
|                                                                                         |                                                                                         |                                                                                         |
| 2002.                                                                                   | 23. mjesto na SP u J. Koreji i Japanu 2002.                                             |                                                                                         |
|                                                                                         |                                                                                         |                                                                                         |
| 2004.                                                                                   | 13. mjesto na EP u Portugalu 2004.                                                      |                                                                                         |
|                                                                                         |                                                                                         |                                                                                         |
| 2006.                                                                                   | 22. mjesto na SP u Njemačkoj 2006.                                                      |                                                                                         |
|                                                                                         |                                                                                         |                                                                                         |
| 2008.                                                                                   | 5. mjesto na EP u Austriji i Švicarskoj 2008.                                           |                                                                                         |
|                                                                                         |                                                                                         |                                                                                         |
| 2010.                                                                                   | nisu se plasirali na završnicu SP u Južnoj Africi 2010.                                 |                                                                                         |
|                                                                                         |                                                                                         |                                                                                         |
| 2012.                                                                                   | 10. mjesto na EP u Poljskoj i Ukrajini 2012.                                            |                                                                                         |
|                                                                                         |                                                                                         |                                                                                         |
| 2014.                                                                                   | 19. mjesto na SP u Brazilu 2014.                                                        |                                                                                         |
|                                                                                         |                                                                                         |                                                                                         |
| 2016.                                                                                   | 9. mjesto na EP u Francuskoj 2016.                                                      |                                                                                         |
|                                                                                         |                                                                                         |                                                                                         |
| 2018.                                                                                   | 2. mjesto na SP u Rusiji 2018.                                                          |                                                                                         |
|                                                                                         |                                                                                         |                                                                                         |
| 2021.                                                                                   | 14. mjesto na EP u Europi 2020.                                                         |                                                                                         |
|                                                                                         |                                                                                         |                                                                                         |
| 2022.                                                                                   | 3. mjesto na SP u Kataru 2022.                                                          |                                                                                         |
|                                                                                         |                                                                                         |                                                                                         |
| 2024.                                                                                   | 18. mjesto na EP u Njemačkoj 2024.                                                      |                                                                                         |
|                                                                                         |                                                                                         |                                                                                         |
| Sastavi hrvatske nogometne reprezentacije na velikim natjecanjima                       |                                                                                         |                                                                                         |

| Europska i svjetska prvenstva u kojima je sudjelovala Hrvatska nogometna reprezentacija | Europska i svjetska prvenstva u kojima je sudjelovala Hrvatska nogometna reprezentacija | Europska i svjetska prvenstva u kojima je sudjelovala Hrvatska nogometna reprezentacija |
| --------------------------------------------------------------------------------------- | --------------------------------------------------------------------------------------- | --------------------------------------------------------------------------------------- |
|                                                                                         |                                                                                         |                                                                                         |
| 1996.                                                                                   | 7. mjesto na EP u Engleskoj 1996.                                                       |                                                                                         |
|                                                                                         |                                                                                         |                                                                                         |
| 1998.                                                                                   | 3. mjesto na SP u Francuskoj 1998.                                                      |                                                                                         |
|                                                                                         |                                                                                         |                                                                                         |
| 2000.                                                                                   | nisu se plasirali na završnicu SP u Belgiji i Nizozemskoj 2000.                         |                                                                                         |
|                                                                                         |                                                                                         |                                                                                         |
| 2002.                                                                                   | 23. mjesto na SP u J. Koreji i Japanu 2002.                                             |                                                                                         |
|                                                                                         |                                                                                         |                                                                                         |
| 2004.                                                                                   | 13. mjesto na EP u Portugalu 2004.                                                      |                                                                                         |
|                                                                                         |                                                                                         |                                                                                         |
| 2006.                                                                                   | 22. mjesto na SP u Njemačkoj 2006.                                                      |                                                                                         |
|                                                                                         |                                                                                         |                                                                                         |
| 2008.                                                                                   | 5. mjesto na EP u Austriji i Švicarskoj 2008.                                           |                                                                                         |
|                                                                                         |                                                                                         |                                                                                         |
| 2010.                                                                                   | nisu se plasirali na završnicu SP u Južnoj Africi 2010.                                 |                                                                                         |
|                                                                                         |                                                                                         |                                                                                         |
| 2012.                                                                                   | 10. mjesto na EP u Poljskoj i Ukrajini 2012.                                            |                                                                                         |
|                                                                                         |                                                                                         |                                                                                         |
| 2014.                                                                                   | 19. mjesto na SP u Brazilu 2014.                                                        |                                                                                         |
|                                                                                         |                                                                                         |                                                                                         |
| 2016.                                                                                   | 9. mjesto na EP u Francuskoj 2016.                                                      |                                                                                         |
|                                                                                         |                                                                                         |                                                                                         |
| 2018.                                                                                   | 2. mjesto na SP u Rusiji 2018.                                                          |                                                                                         |
|                                                                                         |                                                                                         |                                                                                         |
| 2021.                                                                                   | 14. mjesto na EP u Europi 2020.                                                         |                                                                                         |
|                                                                                         |                                                                                         |                                                                                         |
| 2022.                                                                                   | 3. mjesto na SP u Kataru 2022.                                                          |                                                                                         |
|                                                                                         |                                                                                         |                                                                                         |
| 2024.                                                                                   | 18. mjesto na EP u Njemačkoj 2024.                                                      |                                                                                         |
|                                                                                         |                                                                                         |                                                                                         |
| Sastavi hrvatske nogometne reprezentacije na velikim natjecanjima                       |                                                                                         |                                                                                         |

| Europska prvenstva u nogometu | Europska prvenstva u nogometu |
| --- | ----------------------------- |
| |                               |
| Francuska 1960. • Španjolska 1964. • Italija 1968. • Belgija 1972. • Jugoslavija 1976. • Italija 1980. • Francuska 1984. • SR Njemačka 1988. • Švedska 1992. • Engleska 1996. • Belgija i Nizozemska 2000. • Portugal 2004. • Austrija i Švicarska 2008. • Poljska i Ukrajina 2012. • Francuska 2016. • Europa 2020. • Njemačka 2024. • Ujedinjeno Kraljevstvo i Irska 2028. • Italija i Turska 2032. |                               |

| Europska prvenstva u nogometu | Europska prvenstva u nogometu |
| --- | ----------------------------- |
| |                               |
| Francuska 1960. • Španjolska 1964. • Italija 1968. • Belgija 1972. • Jugoslavija 1976. • Italija 1980. • Francuska 1984. • SR Njemačka 1988. • Švedska 1992. • Engleska 1996. • Belgija i Nizozemska 2000. • Portugal 2004. • Austrija i Švicarska 2008. • Poljska i Ukrajina 2012. • Francuska 2016. • Europa 2020. • Njemačka 2024. • Ujedinjeno Kraljevstvo i Irska 2028. • Italija i Turska 2032. |                               |